# Air Atlanta Icelandic
A Air Atlanta Icelandic légitársaság és jelentős charter-üzemeltető, más néven Aircraft, Crew, Maintenance and Insurance (ACMI), székhelye Kópavogur. Fő bázisa a Keflavík nemzetközi repülőtéren található.

## Történelem
A céget 1986. február 10-én alapította Arngrimur Johannsson és Thora Gudmundsdottir. 2021-ben az Air Atlanta Icelandic újra megnyitotta európai leányvállalatát, az Air Atlanta Europe-t, amelynek székhelye Máltán van, hogy Boeing 777-es utasszállító repülőgépeket üzemeltethessen.2025-ben az izlandi vállalat integrálta első Boeing 777-esét.

## Flotta
Az Air Atlanta Icelandic flottája 2025 februárjában 9 repülőgépből állt:
- 8 Boeing 747-400F
- 1 Boeing 777-200ER